# Techeetah Formula E Team
 (août 2019).
Si vous disposez d'ouvrages ou d'articles de référence ou si vous connaissez des sites web de qualité traitant du thème abordé ici, merci de compléter l'article en donnant les références utiles à sa vérifiabilité et en les liant à la section « Notes et références ».
 (novembre 2023).
La mise en forme du texte ne suit pas les recommandations de Wikipédia : il faut le « wikifier ».
Les points d'amélioration suivants sont les cas les plus fréquents. Le détail des points à revoir est peut-être précisé sur la page de discussion.
- Les titres sont pré-formatés par le logiciel. Ils ne sont ni en capitales, ni en gras.
- Le texte ne doit pas être écrit en capitales (les noms de famille non plus), ni en gras, ni en italique, ni en « petit »…
- Le gras n'est utilisé que pour surligner le titre de l'article dans l'introduction, une seule fois.
- L'italique est rarement utilisé : mots en langue étrangère, titres d'œuvres, noms de bateaux, etc.
- Les citations ne sont pas en italique mais en corps de texte normal. Elles sont entourées par des guillemets français : « et ».
- Les listes à puces sont à éviter, des paragraphes rédigés étant largement préférés. Les tableaux sont à réserver à la présentation de données structurées (résultats, etc.).
- Les appels de note de bas de page (petits chiffres en exposant, introduits par l'outil «  Source ») sont à placer entre la fin de phrase et le point final[comme ça].
- Les liens internes (vers d'autres articles de Wikipédia) sont à choisir avec parcimonie. Créez des liens vers des articles approfondissant le sujet. Les termes génériques sans rapport avec le sujet sont à éviter, ainsi que les répétitions de liens vers un même terme.
- Les liens externes sont à placer uniquement dans une section « Liens externes », à la fin de l'article. Ces liens sont à choisir avec parcimonie suivant les règles définies. Si un lien sert de source à l'article, son insertion dans le texte est à faire par les notes de bas de page.
- La présentation des références doit suivre les conventions bibliographiques. Il est recommandé d'utiliser les modèles {{Ouvrage}}, {{Chapitre}}, {{Article}}, {{Lien web}} et/ou {{Bibliographie}}. Le mode d'édition visuel peut mettre en forme automatiquement les références.
- Insérer une infobox (cadre d'informations à droite) n'est pas obligatoire pour parachever la mise en page.

Pour une aide détaillée, merci de consulter Aide:Wikification.
Si vous pensez que ces points ont été résolus, vous pouvez retirer ce bandeau et améliorer la mise en forme d'un autre article.
Techeetah Formula E Team est une écurie française de sport automobile, fondée en 2016. Elle est engagée en championnat de Formule E FIA en succédant au Team Aguri depuis 2016 avec pour pilotes Jean-Éric Vergne, Ma Qing Hua, Esteban Gutiérrez et Stéphane Sarrazin. 
Dès la saison suivante, l’équipe termine deuxième du championnat des écuries avec le duo Jean-Éric Vergne et André Lotterer .
Pour la saison 2018-2019, le constructeur DS Automobiles intègre l'écurie qui devient DS Techeetah Formula E Team. Le couple de pilote est reconduit. L'écurie remporte le titre pilote avec Jean-Éric Vergne et le titre constructeur.
Pour la saison 2019-2020, DS Techeetah engage le pilote portugais Antonio Felix Da Costa pour remplacer André Lotterer, parti chez Porsche. Antonio Felix Da Costa remporte le titre pilote tandis que l'équipe remporte à nouveau le titre constructeur.
Pour la saison 2021-2022, l'équipe devient française avec son siège localisé à Versailles.
A l'issue de la saison 2021-2022, DS quitte l'équipe pour rejoindre Dragon Racing, tout comme Jean-Eric Vergne. N'ayant pas trouvé les fonds nécessaires pour poursuivre dans le championnat en l'absence du constructeur français, l'équipe quitte la Formule E après 6 saisons, 2 titres constructeurs, 3 titres pilotes et 14 victoires. 

## Historique

### 2016-2017: débuts en Formule E
Globalement une bonne première saison en Formule E pour l'écurie chinoise avec une 5e place au classement des équipes avec 156 points dont 5e et 117 points pour Vergne dont 3 abandons, 10e et 36 points pour Sarrazin, 22e et 5 points pour Gutiérrez et 25e et 0 points dont 1 abandon pour Qing Ha avec 7 podiums et 1 victoire obtenue par Jean-Eric Vergne lors du dernier ePrix de la saison à Montréal.

### 2017-2018: arrivée d'André Lotterer et titre pour Jean-Éric Vergne

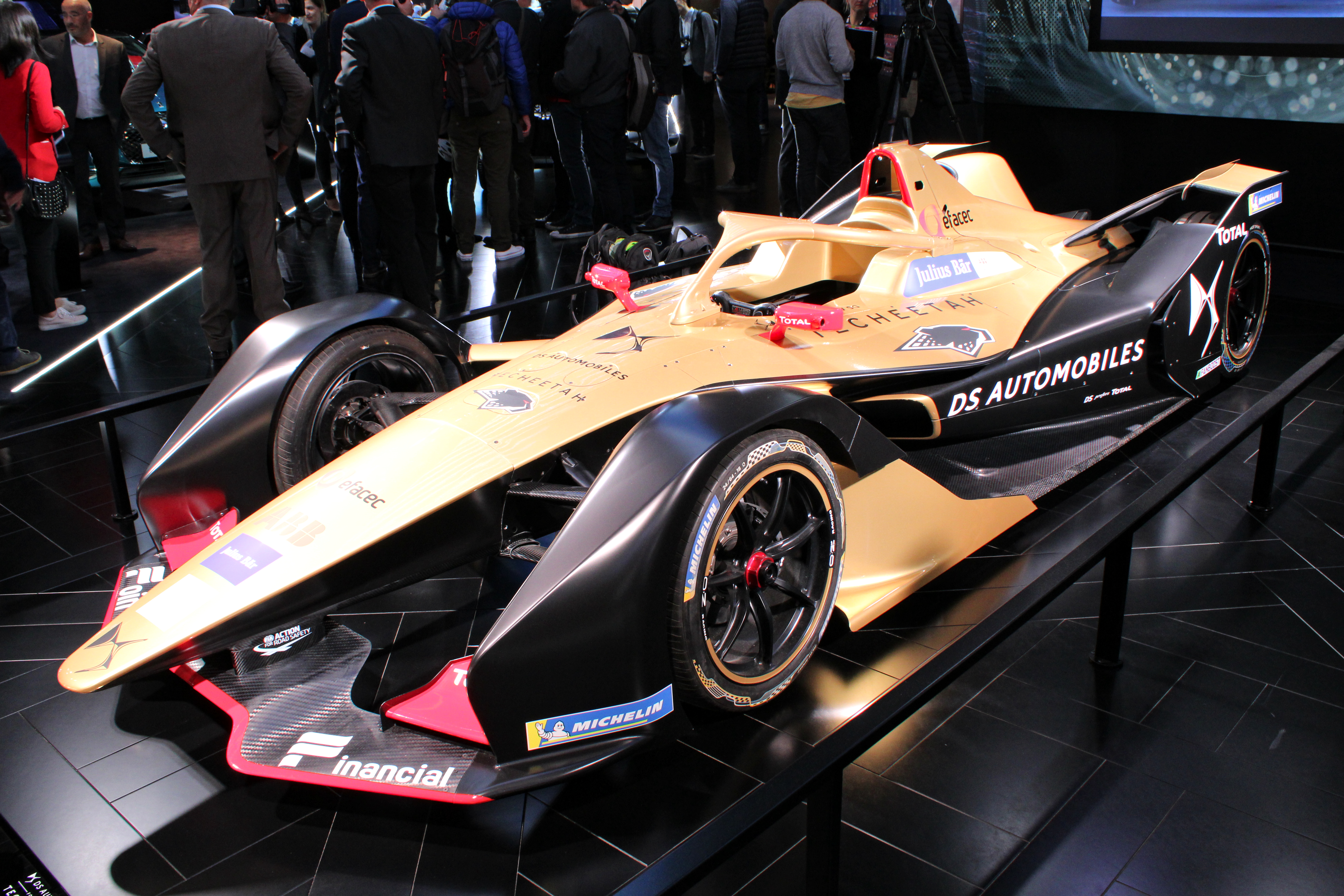
La DS E-Tense FE19 au Mondial de l'automobile de Paris 2018.

Une très bonne saison pour Techeetah avec un titre pilotes obtenu par Jean-Eric Vergne et une 2e place au classement des équipes avec 262 points juste derrière Audi Sport ABT Scheaffler avec 264 points dont un titre pour Vergne avec 198 points et une modeste 8e place pour Lotterer avec 64 points avec 8 podiums dont 6 pour Vergne et 2 pour Lotterer et 4 victoires toutes obtenues par Vergne lors des ePrix de Santiago, Punta De Este, Paris et lors du dernier ePrix de la saison à New York City et pour l'instant cette saison est la meilleure saison de Techeetah en Formule E.

### 2018-2019: nouveau partenariat avec DS Automobiles et premier titre constructeurs

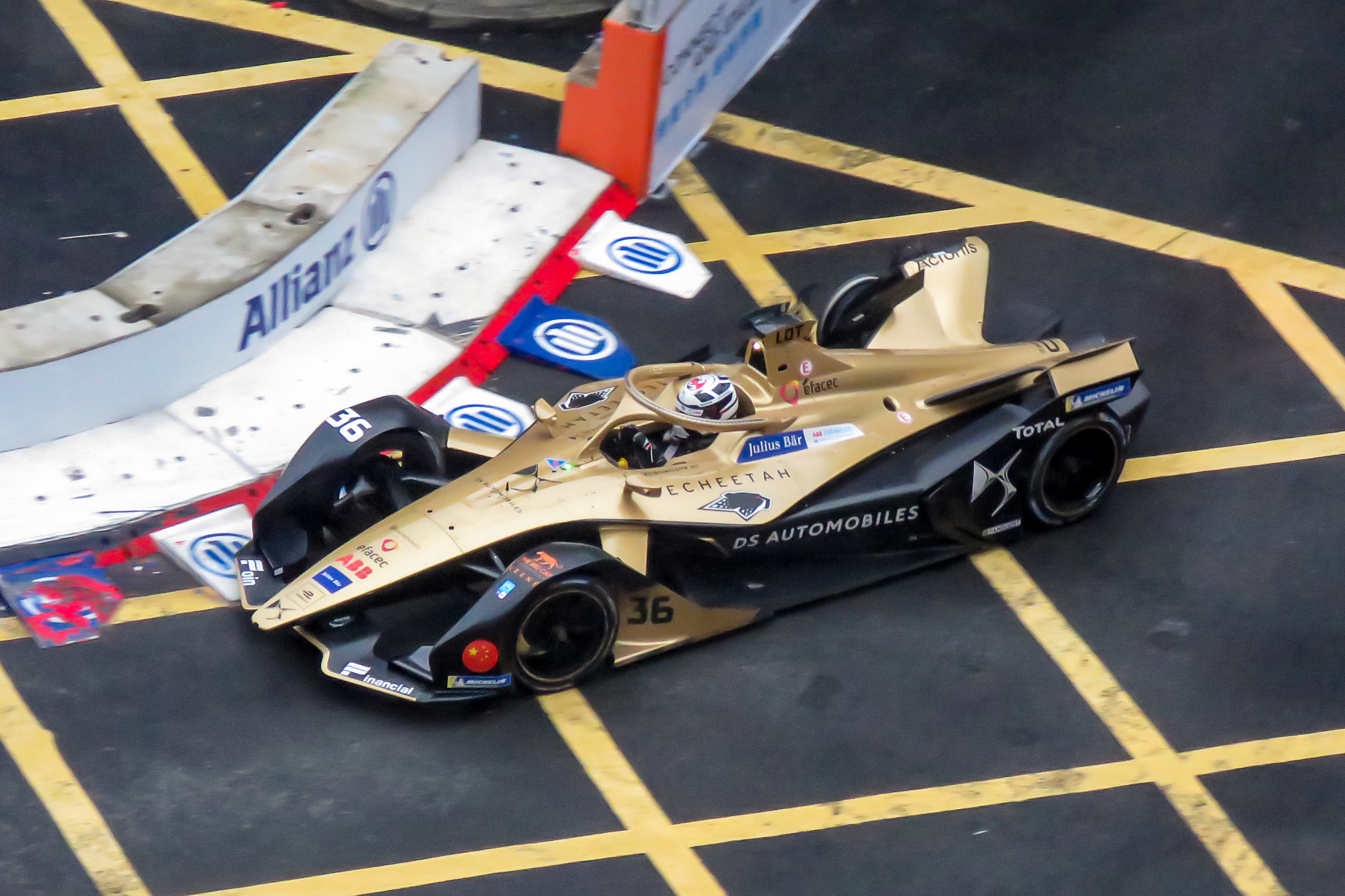
André Lotterer lors de l'ePrix de Hong Kong 2019.

Le début de saison est difficile par rapport à l'année dernière pour l'écurie avec seulement 1 podium avec la 2e place de Jean-Éric Vergne lors du premier ePrix de la saison à Dariya. Mais Jean-Eric Vergne finit quand même par remporter le titre pilote avec 139 points, permettant en même temps à l'écurie de remporter le titre constructeur.

### 2019-2020: troisième titre pilotes d'affilée et deuxième titre constructeurs
Pour la saison 2019-2020, DS Techeetah engage le pilote portugais Antonio Felix Da Costa pour remplacer André Lotterer, parti chez Porsche. Le nouveau couple de pilote va faire entrer l’écurie dans une nouvelle dimension. Antonio Felix Da Costa va remporter trois ePrix (Marrakech, Berlin I et Berlin II). Il remporte le  championnat haut la main avec 158 points loin devant Stoffel Vandoorne qui finit deuxième (avec 87 points). Jean-Eric Vergne finira lui troisième du championnat avec 86 points, faisant une nouvelle fois l’écurie vainqueur au classement constructeur.

### 2020-2021: Changements de direction avec DS et troisième saison du duo Vergne/Da Costa
En 2020-2021, l'écurie franco-chinoise débute sa sixième saison en Formule E en reconduisant le duo Vergne/Da Costa pour une deuxième saison d'affilée. L'équipe remporte 2 courses avec Jean-Eric Vergne à Rome et avec Antonio Félix da Costa à Monaco. DS Techeetah termine 3e du Championnat du monde des constructeurs avec 166 points. Le titre est l'objectif pour la saison suivante, toujours avec la paire Vergne/Da Costa.

### 2021-2023: dernières saisons en Formule E
Courant 2022, DS quitte Techeetah pour rejoindre l'écurie Dragon Racing. Jean-Eric Vergne rejoint également l'équipe américaine. Antonio Félix Da Costa quitte lui aussi l'équipe pour rejoindre Porsche. L'écurie, n'ayant pas trouvé de nouveaux investisseurs pour compenser le départ de la marque française, est absente de la saison 2022-2023. Mark Preston, PDG de Techeetah, réaffirme cependant son ambition de faire revenir l'équipe dans le championnat à court terme.

## Résultats en championnat du monde de Formule E FIA
| Saison    | Écurie                      | Pilotes                                                          | Nombre de e-prix | Victoires | Points | Classement écurie |
| --------- | --------------------------- | ---------------------------------------------------------------- | ---------------- | --------- | ------ | ----------------- |
| 2016-2017 | Techeetah Formula E Team    | Jean-Éric Vergne Ma Qing Hua Esteban Gutiérrez Stéphane Sarrazin | 12               | 2         | 156    | 5e                |
| 2017-2018 | Techeetah Formula E Team    | Jean-Éric Vergne André Lotterer                                  | 12               | 4         | 262    | 2e                |
| 2018-2019 | DS Techeetah Formula E Team | Jean-Éric Vergne André Lotterer                                  | 13               | 3         | 222    | Champion          |
| 2019-2020 | DS Techeetah Formula E Team | Jean-Éric Vergne António Félix da Costa                          | 11               | 4         | 244    | Champion          |
| 2020-2021 | DS Techeetah Formula E Team | Jean-Éric Vergne António Félix da Costa                          | 15               | 2         | 166    | 3e                |
| 2021-2022 | DS Techeetah Formula E Team | Jean-Éric Vergne António Félix da Costa                          | 16               | 1         | 266    | 3e                |

## Logos

Logos de DS Techeetah Formula E Team
Logo de 2018 à 2019
Logo depuis 2019